# National Express East Coast

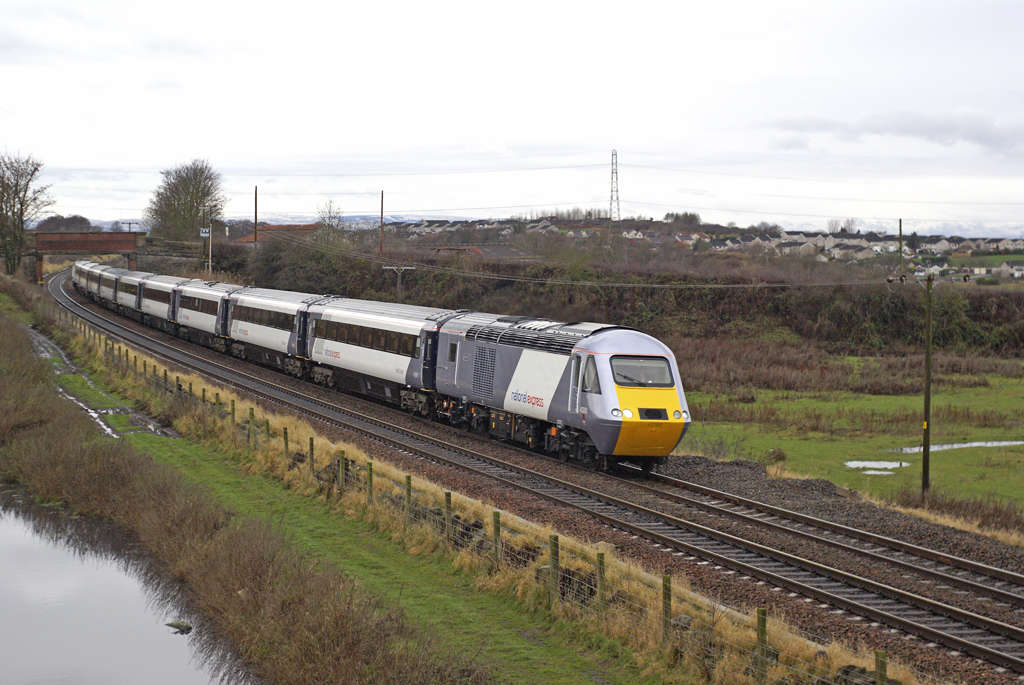
Um trem da National Express East Coast.

A National Express East Coast é o nome com o qual a companhia ferroviária NXEC Trains Ltd operava a concessão ferroviária InterCity East Coast, que incluia serviços na Inglaterra e Escócia ao longo da Linha Principal da Costa Leste. A NXEC Trains Ltd é uma subsidiária do National Express Group. Em 13 de novembro de 2009, a concessão passou para a East Coast.

## Rotas
- Londres–Newcastle–Edimburgo
- Londres–Leeds
- Aberdeen
- Inverness
- Hull
- Skipton
- Harrogate
- Bradford Forster Square

## Trens regulares
A NX East Coast opera os seguintes trens de passageiros batizados:
- Hull Executive Hull - Londres / Londres - Hull
- Northern Lights Londres - Aberdeen / Aberdeen - Londres
- Highland Chieftain Londres - Inverness / Inverness - Londres
- Flying Scotsman Londres - Edimburgo / Glasgow Central - Londres

## Frota atual

### Intercity 125
| Classe                | Imagem | Tipo                 | Velocidade máxima | Velocidade máxima | Número | Rotas | Construção  |
| Classe                | Imagem | Tipo                 | mph               | km/h              | Número | Rotas | Construção  |
| --------------------- | ------ | -------------------- | ----------------- | ----------------- | ------ | --- | ----------- |
| British Rail Class 43 |        | Locomotiva a diesel  | 125               | 200               | 18     | Londres Kings Cross-Aberdeen London Kings Cross-Inverness Londres Kings Cross-Hull London Kings Cross-Skipton Harrogate-London Kings Cross Leeds-Aberdeen Londres Kings Cross-Newcastle | 1976 – 1982 |
| British Rail Mark 3   |        | Carro de passageiros | 125               | 200               | 56     | Londres Kings Cross-Aberdeen London Kings Cross-Inverness Londres Kings Cross-Hull London Kings Cross-Skipton Harrogate-London Kings Cross Leeds-Aberdeen Londres Kings Cross-Newcastle | 1975 – 1988 |

### Intercity 225
| Classe                | Imagem | Tipo                 | Velocidade máxima | Velocidade máxima | Número | Rotas | Construção  |
| Classe                | Imagem | Tipo                 | mph               | km/h              | Número | Rotas | Construção  |
| --------------------- | ------ | -------------------- | ----------------- | ----------------- | ------ | --- | ----------- |
| British Rail Class 91 |        | Locomotiva elétrica  | 140               | 225               | 31     | Londres Kings Cross-Leeds Londres Kings Cross-Edimburgo Londres Kings Cross-Glasgow Central Londres Kings Cross-Bradford Forster Square Londres Kings Cross-Newcastle | 1988 – 1991 |
| British Rail Mark 4   |        | Carro de passageiros | 140               | 225               | 302    | Londres Kings Cross-Leeds Londres Kings Cross-Edimburgo Londres Kings Cross-Glasgow Central Londres Kings Cross-Bradford Forster Square Londres Kings Cross-Newcastle | 1989 – 1991 |
| British Rail Mark 4   |        | Driving Van Trailer  | 140               | 225               | 31     | Londres Kings Cross-Leeds Londres Kings Cross-Edimburgo Londres Kings Cross-Glasgow Central Londres Kings Cross-Bradford Forster Square Londres Kings Cross-Newcastle | 1988        |

## Frota futura proposta
| Classe                | Imagem | Tipo                 | Velocidade máxima | Velocidade máxima | Número         | Rotas                     | Construção  | Introdução |
| Classe                | Imagem | Tipo                 | mph               | km/h              | Número         | Rotas                     | Construção  | Introdução |
| --------------------- | ------ | -------------------- | ----------------- | ----------------- | -------------- | ------------------------- | ----------- | ---------- |
| British Rail Class 90 |        | Locomotiva elétrica  | 110               | 177               | 4 (planejado)  | Londres Kings Cross-Leeds | 1987 – 1990 | 2010       |
| British Rail Mark 3   |        | Driving Van Trailer  | 110               | 177               | 4 (planejado)  | Londres Kings Cross-Leeds | 1988        | 2010       |
| British Rail Mark 3   |        | Carro de passageiros | 125               | 200               | 40 (planejado) | Londres Kings Cross-Leeds | 1975 – 1988 | 2010       |

Ou
| Classe                 | Imagem | Tipo                      | Velocidade máxima | Velocidade máxima | Número        | Introdução |
| Classe                 | Imagem | Tipo                      | mph               | km/h              | Número        | Introdução |
| ---------------------- | ------ | ------------------------- | ----------------- | ----------------- | ------------- | ---------- |
| British Rail Class 180 |        | Unidade múltipla a diesel | 125               | 200               | 9 (planejado) | 2010       |